# 旭川市医師会看護専門学校
旭川市医師会看護専門学校（あさひかわしいしかいかんごせんもんがっこう）とは、北海道旭川市にある私立の専修学校。運営母体は社団法人旭川市医師会。

## 沿革
- 1950年（昭和28年） - 「旭川市医師会附属准看護婦養成所」として設立。
- 1959年（昭和37年） - 「旭川市医師会准看護学院」に改称。
- 1966年（昭和44年） - 准看護学院落成。「旭川市医師会看護学院准看護婦科」に改称。
- 1967年（昭和45年） - 高等看護学院（進学課程）開院。
- 1978年（昭和56年） - 「旭川市医師会看護専門学校高等課程･専門課程」に改称。
- 2005年（平成17年） - 高等課程准看護師科入学生から実習所属制度を廃止。

## 設置学科
- 高等課程准看護師科（2年制・昼間）
- 専門課程看護師1科（3年制・夜間定時制）
- 専門課程看護師2科（3年制・昼間定時制）

## 所在地
- 旭川市金星町1丁目1番50号

## 取得できる資格・免許状

### 高等課程准看護師科
- 都道府県知事の行う准看護師試験受験資格
- 看護師2年課程への受験資格（准看護師免許取得後3年以上の実務経験、准看護師免許を取得し高等学校を卒業又は卒業見込の場合、高等学校卒業程度認定試験に合格し准看護師免許を取得のいずれかの場合）

### 専門課程看護師1科
- 専門士称号
- 看護師国家試験受験資格
- 保健師・助産師学校受験資格
- 養護教諭養成学校受験資格

### 専門課程看護師2科
- 専門士称号
- 看護師国家試験受験資格
- 保健師・助産師学校受験資格
- 養護教諭養成学校受験資格